# Thyreodon grandis
Thyreodon grandis là một loài tò vò trong họ Ichneumonidae.